# Селница Шћитарјевска
Селница Шћитарјевска је насељено место у саставу Града Велике Горице, у Туропољу, Хрватска.

## Становништво
На попису становништва 2011. године, Селница Шћитарјевска је имала 535 становника.

## Попис1991.
На попису становништва 1991. године, насељено место Селница Шћитарјевска је имало 352 становника, следећег националног састава:
| Попис 1991.‍  | Попис 1991.‍  | Попис 1991.‍ | Попис 1991.‍ | Попис 1991.‍ |
| ------------ | ------------ | ----------- | ----------- | ----------- |
|              |              |             |             |             |
| Хрвати       | Хрвати       |             | 313         | 88,92%      |
| Срби         | Срби         |             | 12          | 3,40%       |
| Југословени  | Југословени  |             | 11          | 3,12%       |
| Муслимани    | Муслимани    |             | 2           | 0,56%       |
| Македонци    | Македонци    |             | 1           | 0,28%       |
| Пољаци       | Пољаци       |             | 1           | 0,28%       |
| Словенци     | Словенци     |             | 1           | 0,28%       |
| неопредељени | неопредељени |             | 8           | 2,27%       |
| регион. опр. | регион. опр. |             | 1           | 0,28%       |
| непознато    | непознато    |             | 2           | 0,56%       |
| укупно: 352  |              |             |             |             |